# David Hornsby
David Hornsby (Newport News, 1 december 1975) is een Amerikaans acteur, filmproducent en scenarioschrijver.

## Biografie
Hornsby werd geboren in Newport News en groeide op in Houston. Hij studeerde af in acteren aan de Carnegie Mellon University in Pittsburgh.
Hornsby is in 2010 getrouwd met actrice Emily Deschanel met wie hij twee zonen heeft, en is een zwager van actrice Zooey Deschanel.

## Filmografie

### Films
Uitgezonderd korte films.
- 2023 Merry Little Batman - als De Joker / brandweerman (stemmen)
- 2023 Fool's Paradise - als piloot
- 2009 Boldly Going Nowhere - als Lance Brigsby
- 2008 Pretty Bird – als Kenny Owenby
- 2007 AVPR: Aliens vs Predator – Requiem – als Drew
- 2006 The Other Mall – als Derrick Wellman
- 2006 Flags of Our Fathers – als Louis Lowery
- 2004 Christmas with the Kranks – als Randy Becker
- 2002 Minority Report – als omroeper
- 2001 Area 52 – als Spaanse soap ster
- 2001 Pearl Harbor – als vlieger met Murmur

### Televisieseries
Uitgezonderd eenmalige gastrollen.
- 2006-2023 It's Always Sunny in Philadelphia – als Matthew 'Rickety Cricket' Mara – 25 afl.
- 2020-2023 Mythic Quest: Raven's Banquet - als David - 26 afl.
- 2021 DC Super Hero Girls - als The Riddler - 2 afl.
- 2018-2020 Good Girls - als Leslie 'Boomer' Peterson - 15 afl.
- 2017-2019 Welcome to the Wayne - als Leif Bornwell III / Bill Murray / Leif Bornewell III (stemmen) - 4 afl.
- 2016-2018 Ben 10 - als diverse stemmen - 14 afl.
- 2017 Idiotsitter - als Dana - 4 afl.
- 2016-2017 Baskets - als pastor - 2 afl.
- 2013-2015 Sanjay and Craig - als diverse stemmen - 5 afl.
- 2009-2014 Fanboy & Chum Chum – als Fanboy / Chum Chum (stemmen) – 35 afl.
- 2013 Hello Ladies – als Andy – 2 afl.
- 2012 Unsupervised – als Joel – 13 afl.
- 2011-2012 How to Be a Gentleman – als Andrew Carlson – 9 afl.
- 2005-2006 Jake in Progress – als Ken – 17 afl.
- 2005-2006 Threshold – als Roberts – 2 afl.
- 2004-2005 Center of the Universe – als Victor – 4 afl.
- 2003-2004 The Mullets – als Denny Mullet – 11 afl.
- 2003 The Joe Schmo Show – als Steve Hutchinson – 9 afl.
- 2003 Six Feet Under – als Patrick – 7 afl.

### Filmproducent
- 2009-2021 It's Always Sunny in Philadelphia – televisieserie – 129 afl.
- 2020-2021 Mythic Quest: Raven's Banquet - televisieserie - 12 afl.
- 2018 Big Mout - televisieserie - 7 afl.
- 2014 Mission Control - film
- 2011-2012 How to Be a Gentleman – televisieserie – 9 afl.
- 2012 Unsupervised – televisieserie – 10 afl.
- 2006 The Other Mall – film

### Scenarioschrijver
- 2006-2021 It's Always Sunny in Philadelphia – televisieserie - 42 afl.
- 2020-2021 Mythic Quest: Raven's Banquet - televisieserie - 6 afl.
- 2017 The Layover - film
- 2014 Mission Control - film
- 2012 Unsupervised – televisieserie - 13 afl.
- 2011 how to Be a Gentleman – televisieserie - 9 afl.
- 2008 It's Always Sunny in Philadelphia Season 3: Meet the McPoyles – korte film
- 2006 The Other Mall – film

- Biblioteca Nacional de España: XX5786133
- Bibliothèque nationale de France: cb177302800 (data)
- Gemeinsame Normdatei: 1162638575
- International Standard Name Identifier: 0000 0004 5428 2285
- Virtual International Authority File: 136501141
- WorldCat: E39PBJfh9wfMXxw4MwH7xfv8md